# Rhabdophis swinhonis
Espèce
Synonymes
- Tropidonotus swinhonis Günther, 1868

Statut de conservation UICN

 LC  : Préoccupation mineure
Rhabdophis swinhonis est une espèce de serpents de la famille des Natricidae. 

## Répartition
Cette espèce est endémique de Taïwan,.

## Étymologie
Cette espèce est nommée en l'honneur de Robert Swinhoe qui a collecté les premiers spécimens.

## Publication originale
- Günther, 1868 : Sixth account of new species of snakes in the collection of the British Museum. Annals and Magazine of Natural History, sér. 4, vol. 1, p. 413-429 (texte intégral).